# Анна (река, Сахалин)
Анна — река в России на острове Сахалин. Река протекает по Долинскому району Сахалинской области, впадает в Охотское море.
Истоки реки Анны находятся у подножий горы Дальняя, течёт она в восточном направлении до берегов Охотского моря.
Длина Анны — 14 км. Площадь водосборного бассейна — 31,6 км².
В 1983 году решением облисполкома № 186 создан государственный памятник природы регионального значения «Река Анна». Целью создания памятника природы является сохранение бассейна реки Анна как водоёма для нереста рыб лососёвых пород.

## Данные водного реестра
По данным государственного водного реестра России относится к Амурскому бассейновому округу. Речной бассейн — бассейны рек острова Сахалин. Водохозяйственный участок — Водные объекты острова Сахалин без бассейна р. Сусуя.
Код водного объекта 20050000212118300005789.